# Cymodocea nodosa
Espèce
Classification APG II (2003)
Statut de conservation UICN

 LC  : Préoccupation mineure
Cymodocea nodosa  est une espèce d'herbe marine, plante monocotylédone sous-marine de la famille des Cymodoceaceae. On la trouve dans les zones calmes de la mer Méditerranée et dans certaines régions voisines de l'océan Atlantique.

## Description
C. nodosa a les feuilles vert clair ou vert grisâtre. Elles sont très étroites mais peuvent atteindre jusqu'à quarante centimètres de long. Chaque feuille a sept à neuf nervures courant sur toute sa longueur. Elle produit des rhizomes qui ne font que 1 mm de diamètre et ont des nœuds foliaires. De discrètes fleurs sont parfois produites à l’extrémité de longues tiges au printemps lorsque la température de l'eau commence à remonter. Le pollen est libéré dans la mer et les graines restent dormantes jusqu'au printemps suivant.

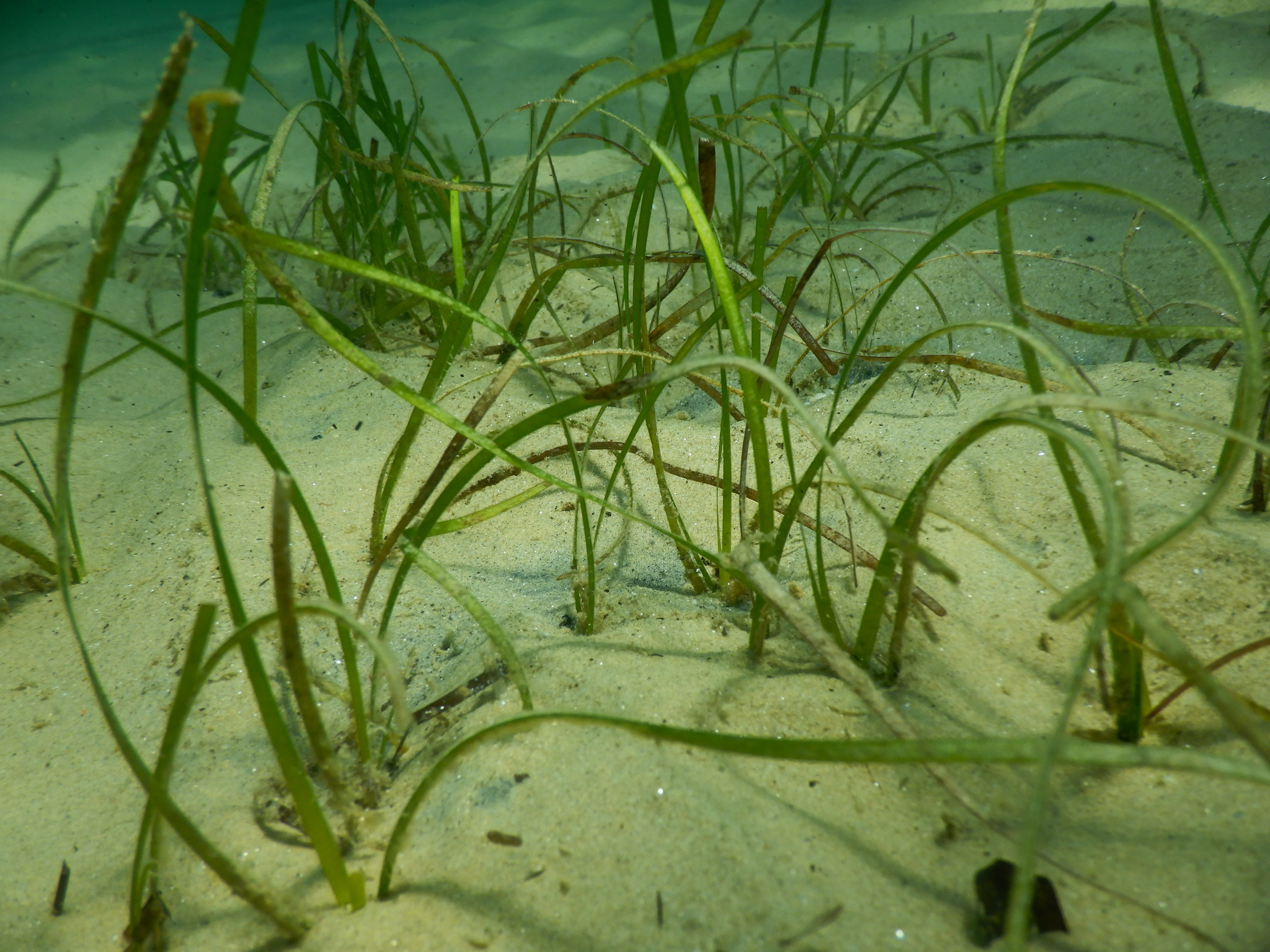
Aperçu
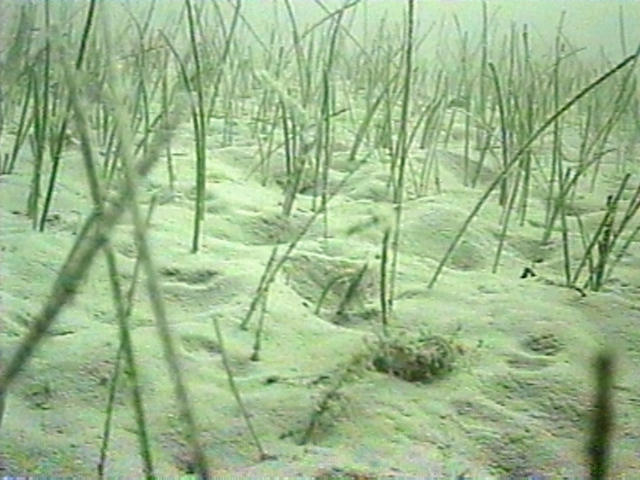
Herbier
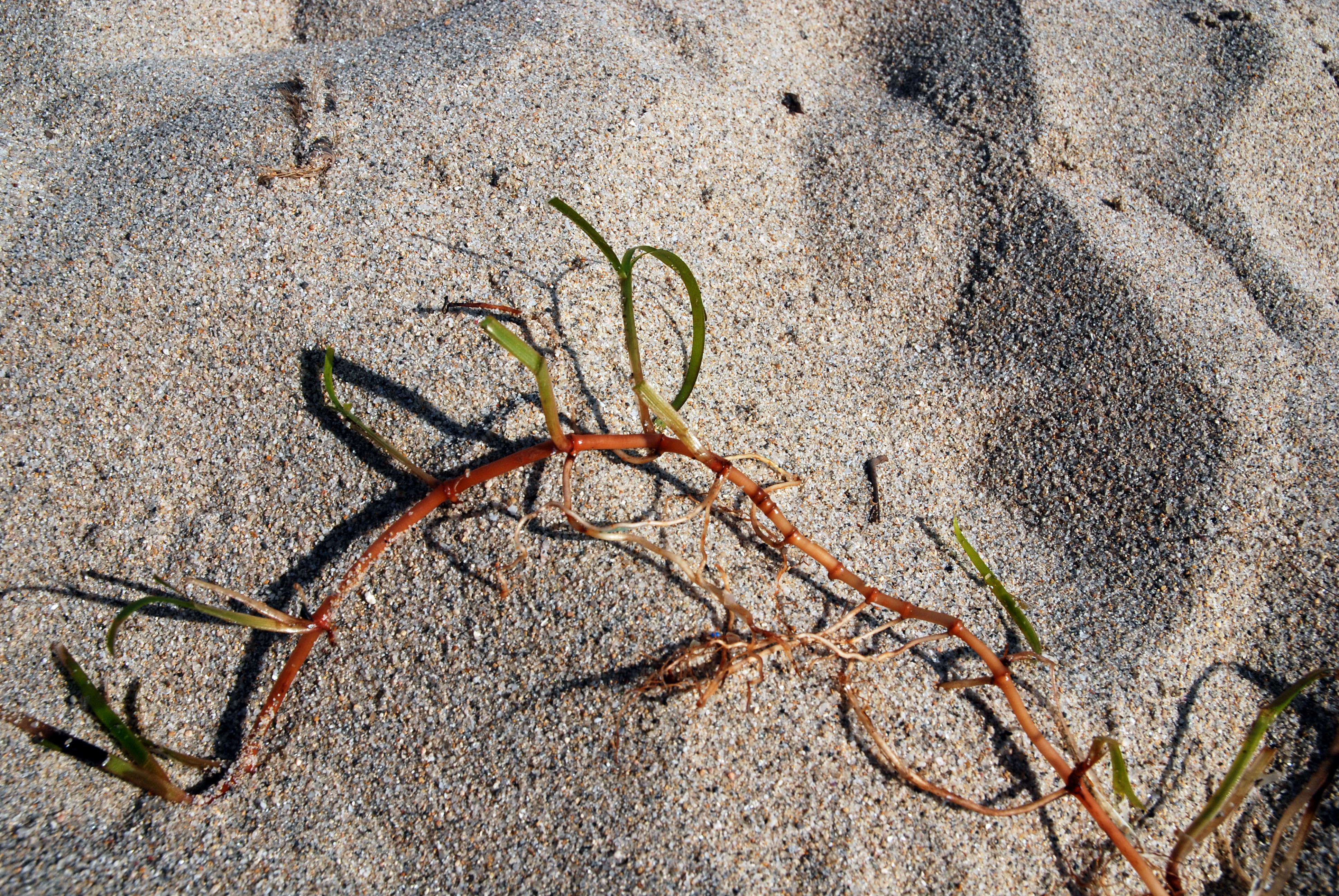
Rhizome échoué
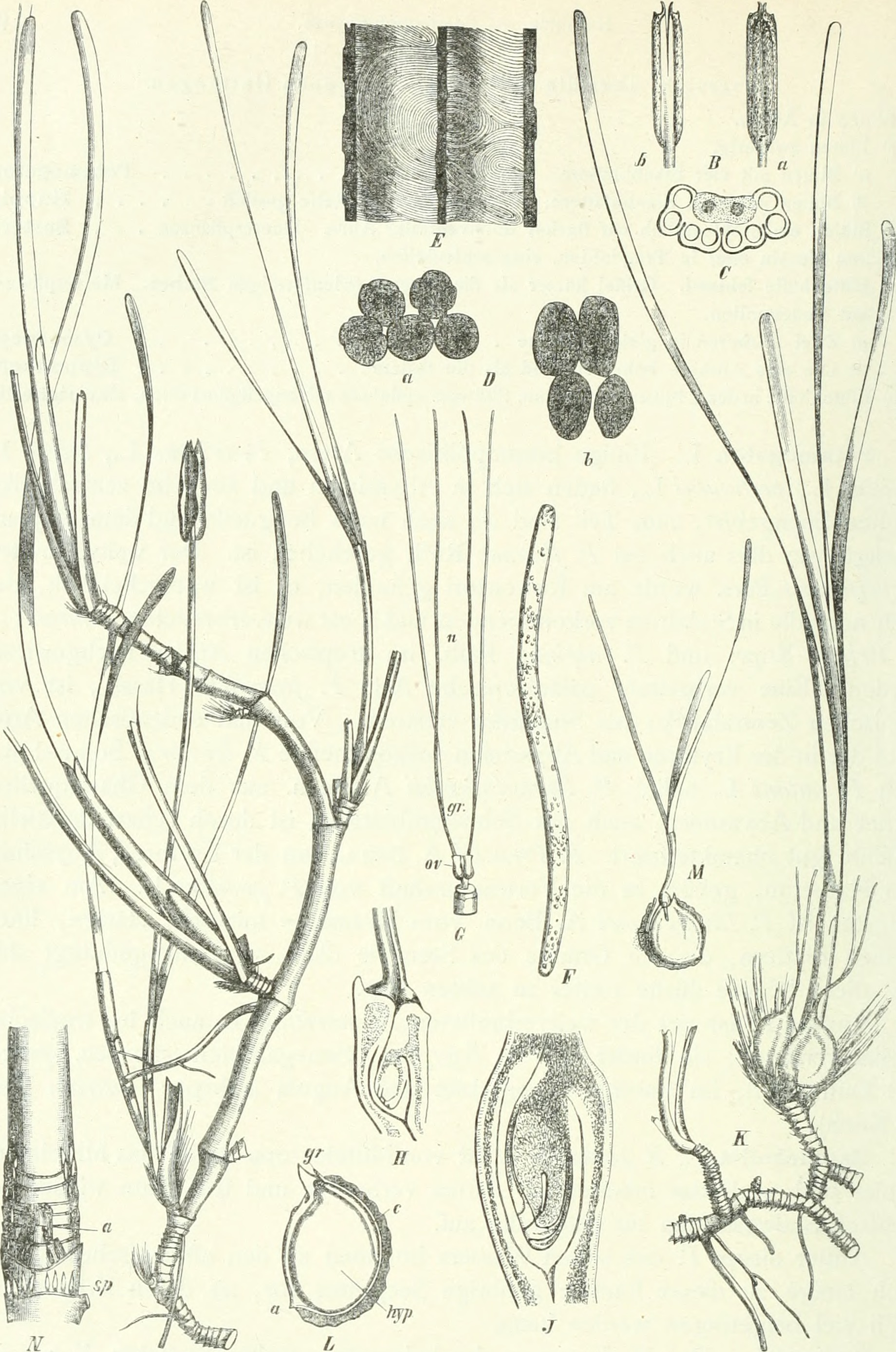
Planche botanique

## Distribution et habitat
Cette plante sous-marine se trouve dans les parties peu profondes de la mer Méditerranée et les parties adjacentes de l'océan Atlantique, sur les côtes du Portugal, la Mauritanie et le Sénégal et autour des îles Canaries, de Madère et l'île du Cap-Vert. Elle pousse à des profondeurs allant jusqu'à dix mètres sur les sédiments sableux dans des endroits abrités et a besoin d'eaux claires pour la photosynthèse.

## Écologie
C. nodosa pousse dans les prairies sous-marines, elle est parfois associée à d'autres plantes comme Zostera noltii et Posidonia oceanica et des algues Caulerpa prolifera et Caulerpa racemosa. Bien qu'elle soit affectée par les perturbations mécaniques telles que le chalutage et par la pollution, et qu'elle soit en concurrence avec d'autres espèces sous-marines, C. nodosa n'est pas considérée comme menacée.
Aux îles Canaries, cinquante-trois espèces d'algues épiphytes ont été trouvés croissant sur les feuilles et les rhizomes de C. nodosa. Beaucoup d'entre elles étaient des espèces encroûtantes de Corallinaceae.
Les prairies sous-marines ont une forte productivité biologique et ont une riche biodiversité. Les espèces de poissons associées à C. nodosa dans une lagune côtière dans le sud est de l'Espagne comprennent Atherina boyeri, Pomatoschistus marmoratus, Liza aurata, Liza saliens, Syngnathus abaster et Aphanius iberus. Ces prairies sont un terrain important pour l'élevage des jeunes poissons. Les invertébrés associés aux prairies sous-marines comprennent des vers polychètes, des amphipodes, des isopodes, des décapodes et des mollusques.
C. nodosa tend à pousser en paquets. C'est parce qu'elle apprécie les sédiments instables sableux et les dunes sous-marines ont tendance à évoluer au fil du temps. Si l'accrétion du sable n'est pas trop rapide, les stolons peuvent croître verticalement à travers elle, mais les herbiers peuvent être submergés par l'accrétion rapide. La mort des plants est causée principalement par l'érosion car les racines sont découvertes, des organismes encroûtants ou perçants prolifèrent et les plantes sont emportées. Le cycle de mouvement des dunes prend en général de deux à six ans, ce qui donne le temps aux herbiers de recoloniser les zones dénudées. L'accrétion du sable stimule également les graines en dormance, la floraison et peut permettre la recolonisation lorsque les conditions le permettent.

## Protection
Cette plante est protégée en France et en Algérie.
Elle bénéficie également d'une protection européenne par la Convention de Berne depuis 1996. Par ailleurs, les herbiers marins de manière générale sont pris en compte par l'Unesco depuis la conférence de Rio en 1992.